# Timbul Jaya
Timbul Jaya is een bestuurslaag in het regentschap Banyuasin van de provincie Zuid-Sumatra, Indonesië. Timbul Jaya telt 1258 inwoners (volkstelling 2010).